# Pedro Diniz
Pedro Paulo Diniz, brazilski dirkač Formule 1, * 22. maj 1970, São Paulo, Brazilija.
Pedro Diniz je v Formuli 1 debitiral v sezoni 1995, ko je bil najbližje točkam na zadnji dirki sezone za Veliko nagrado Avstralije, kjer je zasedel sedmo mesto. Prvo točko je osvojil v naslednji sezoni 1996 na Veliki nagradi Španije. Njegovi najboljši uvrstitvi sta peti mesti na Veliki nagradi Luksemburga v sezoni 1997 in Veliki nagradi Belgije v sezoni 1998. Njegovi najboljši sezoni sta 1998 in 1998, ko je s po tremi točkami zasedal štirinajsto mesto v dirkaškem prvenstvu. Po sezoni 2000, ko mu ni uspelo osvojiti točk, se je upokojil.

## Popolni rezultati Formule 1
(legenda) (odebeljene dirke pomenijo najboljši štartni položaj, poševne pa najhitrejši krog, †-uvrščen kljub odstopu)
| Leto | Moštvo                          | Šasija      | Motor                       | 1       | 2       | 3       | 4       | 5       | 6       | 7       | 8       | 9       | 10      | 11      | 12      | 13      | 14      | 15      | 16      | 17      | Prv | Toč |
| ---- | ------------------------------- | ----------- | --------------------------- | ------- | ------- | ------- | ------- | ------- | ------- | ------- | ------- | ------- | ------- | ------- | ------- | ------- | ------- | ------- | ------- | ------- | --- | --- |
| 1995 | Parmalat Forti Ford             | Forti FG01  | Ford EDB 3.0 V8             | BRA 10  | ARG NC  | SMR NC  | ŠPA Ret | MON 10  | KAN Ret | FRA Ret | VB Ret  | NEM Ret | MAD Ret | BEL 13  | ITA 9   | POR 16  | EU 13   | PAC 17  | JAP Ret | AVS 7   | 21. | 0   |
| 1996 | Équipe Ligier Gauloises Blondes | Ligier JS43 | Mugen Honda MF301HA 3.0 V10 | AVS 10  | BRA 8   | ARG Ret | EU 10   | SMR 7   | MON Ret | ŠPA 6   | KAN Ret | FRA Ret | VB Ret  | NEM Ret | MAD Ret | BEL Ret | ITA 6   | POR Ret | JAP Ret |         | 15. | 2   |
| 1997 | Danka Arrows Yamaha             | Arrows A18  | Yamaha OX11A 3.0 V10        | AVS 10  | BRA Ret | ARG Ret | SMR Ret | MON Ret | ŠPA Ret | KAN 8   | FRA Ret | VB Ret  | NEM Ret | MAD Ret | BEL 7   | ITA Ret | AVT 13  | LUK 5   | JAP 12  | EU Ret  | 16. | 2   |
| 1998 | Danka Zepter Arrows             | Arrows A19  | Arrows T2-F1 3.0 V10        | AVS Ret | BRA Ret | ARG Ret | SMR Ret | ŠPA Ret | MON 6   | KAN 9   | FRA 14  | VB Ret  | AVT Ret | NEM Ret | MAD 11  | BEL 5   | ITA Ret | LUK Ret | JAP Ret |         | 14. | 3   |
| 1999 | Red Bull Sauber Petronas        | Sauber C18  | Petronas SPE-03A 3.0 V10    | AVS Ret | BRA Ret | SMR Ret | MON Ret | ŠPA Ret | KAN 6   | FRA Ret | VB 6    | AVT 6   | NEM Ret | MAD Ret | BEL Ret | ITA Ret | EU Ret  | MAL Ret | JAP 11  |         | 14. | 3   |
| 2000 | Red Bull Sauber Petronas        | Sauber C19  | Petronas SPE 04A 3.0 V10    | AVS Ret | BRA DNS | SMR 8   | VB 11   | ŠPA Ret | EU 7    | MON Ret | KAN 10  | FRA 11  | AVT 9   | NEM Ret | MAD Ret | BEL 11  | ITA 8   | ZDA 8   | JAP 11  | MAL Ret | 18. | 0   |